# Kearns (Utah)
Kearns ist eine Gemeinde (Metro Township) im Salt Lake County des US-Bundesstaates Utah. Die Stadt ist Teil des Großraums Salt Lake City. Sie wurde 2017 nach einer Bürgerabstimmung als eigenständige Gemeinde gegründet und war davor ein Census-designated place und Township. Das U.S. Census Bureau hat bei der Volkszählung 2020 eine Einwohnerzahl von 36.723 ermittelt.

## Geografie
Kearns entstand am 1. Mai 1942 als Ausbildungsstätte der United States Army Air Forces im Zweiten Weltkrieg, bekannt als Kearns Army Air Base (auch bekannt als Kearns Center; umbenannt in: Camp Kearns, 1. Januar 1944).  Am 15. August 1946 deaktivierte die Luftwaffe den Stützpunkt und übergab die Anlage an den Staat Utah. Der Flugplatz, der zur Kearns Army Air Base gehört, ist heute als South Valley Regional Airport bekannt. Mitte bis Ende des 20. Jahrhunderts erlebte Kearns auf dem ehemaligen Luftwaffenstützpunkt ein schnelles Wachstum. Die alten Straßen und Fundamente der vom Militär errichteten Gebäude dienten als Vorlage für die Stadt, und es entstanden schnell Häuser, als Kearns zum ersten Vorort im Salt Lake County wurde.
Im Jahr 2015 stimmten die Einwohner Kearns für die Umwandlung in ein Metro Township, eine neue Form der Kommunalverwaltung, die es ihr ermöglicht, einen Stadtrat und einen Bürgermeister zu wählen. Kearns hätte auch für die Umwandlung in eine Stadt stimmen können. Der Stadtrat nahm 2017 seine Tätigkeit auf.

## Demografie
Nach der Volkszählung von 2020 leben in Kearns 36.723 Menschen. Die Bevölkerung teilt sich 2019 auf in 62,7 % Weiße, 2,4 % Afroamerikaner, 1,8 % indianischer Abstammung, 3,3 % Asiaten, 3,4 % Ozeanier und 3,5 % mit zwei oder mehr Ethnizitäten. Hispanics machten 37,8 % der Bevölkerung von Kearns aus. Das mittlere Haushaltseinkommen lag 2019 bei 64.337 US-Dollar und die Armutsquote bei 10,3 %.
| Jahr | Einwohner¹ |
| ---- | ---------- |
| 1960 | 17.172     |
| 1970 | 17.071     |
| 1980 | 21.353     |
| 1990 | 28.374     |
| 2000 | 33.659     |
| 2010 | 35.731     |
| 2020 | 36.723     |

¹ 1980 – 2020: Volkszählungsergebnisse

## Sport
In Kearns befindet sich das Utah Olympic Oval, ein überdachtes Eisschnelllaufoval, das für die Olympischen Winterspiele 2002 gebaut wurde.